# Geschichte der katholischen Kirche in Kasachstan
Dies ist eine Abhandlung zur Geschichte der katholischen Kirche in Kasachstan vom 12. Jahrhundert bis ins 21. Jahrhundert auf dem Gebiet des heutigen Kasachstan.

## Die Anfänge
Das Christentum in Kasachstan lässt sich bereits auf das 2. Jahrhundert n. Chr. zurückführen.
Die katholische Kirchengeschichte in Kasachstan nahm mit Beginn des 12.–13. Jahrhunderts ihren Anfang. Verbunden mit der Aufnahme diplomatischer Beziehungen zwischen dem Heiligen Stuhl und China keimten damals entlang der Großen Seidenstraße erste katholische Metropolitbezirke und Bistümer auf.

### Missionsreisen franziskanischer Ordensmänner
Auf dem Gebiet Kasachstans lässt sich die früheste katholische Präsenz auf das Jahr 1246 datieren und fällt unter das Pontifikat des römischen Papstes Innozenz IV. In der Folgezeit hielten sich hier immer wieder katholische Missionare auf, die im Auftrag der römischen Apostolischen Autorität zu den Großkhans unterwegs waren. Die ersten katholischen Missionare in Kasachstan waren franziskanische Ordensmänner. Ihre Missionen fanden wie folgt statt:
- 1245: Der italienische päpstliche Legat Johannes de Plano Carpini, begleitet von seinem polnischen Mitbruder Benedikt.
- 1253: Der Flame Wilhelm von Rubruk.

Die Reise des Franziskaners Wilhelm von Rubruk, dessen Route von Konstantinopel nach Karakorum verlief, wo die Residenz des Großkhans war, dauerte von 1253 bis 1255. Ein Teil dieses 16.000 Kilometer weiten Weges führte durch das Gebiet des heutigen Kasachstan. Der Erfolg der Evangelisierung durch die franziskanischen Brüder veranlasste Papst Nikolaus III. dazu, 1278 das Bistum Kiptschak zu errichten (das jedoch nie aktiv wurde, weil es keinen Bischof erhielt). Khan Möngke Timur gewährte den Franziskanern, die im Gebiet Kiptschak lebten (das in etwa dem heutigen Kasachstan entspricht), umfangreiche Privilegien. Diese wurden auch von seinen Nachfolgern Khan Tokta und Usbek Khan bestätigt und bestanden in der Befreiung vom Wehrdienst, vom Frondienst und von allen Steuern.
Einer der bedeutendsten katholischen Missionare des 13./14. Jahrhunderts war der Franziskaner Giovanni (Johannes) de Montecorvino. Er wurde 1291 von Papst Nikolaus IV. nach Asien entsandt. Zu seinen Tätigkeiten zählt die Übersetzung der Bibel ins Mongolische, die Gründung neuer Bischofssitze im Gebiet der Metropolitregion Kambalik (Khanbalik, heutiges Peking) und die Bekehrung des mongolischen Khans Kirgis zum katholischen Glauben. Vor dessen Bekehrung war der Khan nestorianischer Christ gewesen und wurde Georg genannt. Da „Georg“ in der türkischen Sprache Kirgiz (Kerghiz) ausgesprochen wurde, soll auf seinen Namen die ethnische Bezeichnung der Kirgisen zurückgehen (wörtlich „Das Volk des Heiligen Georg“). 1330 erstellten franziskanische Missionare ein Lateinisch-Persisch-Türkisches Wörterbuch mit der Bezeichnung Codex Cumanicus.

### Die Diözese Almalygh
Zu Beginn des 14. Jahrhunderts wurde eine Diözese in Almalygh, Hauptstadt des tschagataischen Reiches und Residenz des regierenden Khans, errichtet (heute Gulja (Yining), Hauptstadt des Kasachischen Autonomen Bezirks Ili in der Volksrepublik China). Die Diözese gehörte zum Metropolitanbistum Kambalik, ihr erster Bischof wurde Carlino de Grassis. 1338 sandte Papst Johannes XXII. dem tschagataischen Khan einen Brief Laeti rumores, in dem er ihm für seine Gunst dankte, die er den Christen in seinem Reich erwies, insbesondere dem Erzbischof von Kambalik und Franziskanerbruder Nikolaus. Vom selben Tag datiert ein weiterer Brief Laetanter de vobis, der an „Karasmon und Jochan, zwei dem Großkhan Khansi Nahestehende“, gerichtet war, die den christlichen Glauben angenommen hatten. Der Papst empfahl den franziskanischen Bischof Richard von Burgund ihrer Fürsorge und stellte ihn als einen „vollkommenen Mann“ und Bischof von Almalygh vor, wo „zur Ehre des Namens Gottes eine sehr schöne Kirche erbaut wurde“.
Der Schutz für die Franziskaner in Almalygh bestand bis 1339 (oder 1342). Nach dem Tod von Giovanni de Montecorvino und Kirgis Khan wurde die religiöse Situation schwieriger: Der neue Khan Ali-Sultan nahm aus politischen Gründen den Islam an und damit begannen die Christenverfolgungen. Im Zuge dieser Verfolgungen wurde 1339 (oder 1342) in Almalygh der Bischof Richard von Burgund zusammen mit sechs Franziskanern umgebracht (darunter drei Priester). In den folgenden Jahrhunderten wurde der katholische Glaube vom Islam derart verdrängt, dass der Katholizismus im gesamten kasachischen Gebiet kaum noch vorkam.

## Unter der Zarenherrschaft

### Zwangsumsiedlungen
Mitte des 19. Jahrhunderts begann eine neue Phase des Christentums im Gebiet des heutigen Kasachstan. Hervorgerufen wurde dies durch Reformen und eine Umsiedlungspolitik seitens der Regierung des russischen Zarenimperiums. Durch diese Politik wurde auch die Geschichte der katholischen Kirche in Kasachstan in der zweiten Hälfte des 19./Anfang des 20. Jahrhunderts entscheidend beeinflusst.
Der katholische Glaube hielt (hauptsächlich) mit Vertretern europäischer Volksgruppen (Polen, Litauer, Tschechen, Deutsche, Franzosen, Letten, Ungarn, Österreicher) in der Region Einzug. Dies waren überwiegend Verbannte, Angehörige der Zaristischen Armee, Kriegsgefangene und Flüchtlinge. In den „Konfessionsregistern der Militärbataillons von 1842 bis 1852“ finden sich Aufzeichnungen zu Mitgliedern sibirischer Militäreinheiten. Demnach befanden sich unter ihnen 202 katholische Armeeangehörige und zwei Katholiken, die in der Administration tätig waren.

### Katholische Gemeinden in der Zarenzeit
Zur Zeit der Zarenherrschaft gehörten die katholischen Pfarreien in Kasachstan zur Erzdiözese Mogilew (heute Mahiljou in Weißrussland). Die Gläubigen in den nördlichen Bezirken Kasachstans (Akmola, Semipalatinsk und sogar Semiretschensk) wurden überwiegend von den Priestern der Pfarrei Omsk (Sibirien) betreut und hatten lange Zeit weder Kirche noch Kapelle. Von 1883 bis 1885 war Pfarrer Ferdinand Sentschikowski der erste offizielle katholische Priester in der Region Turkestan (das Gebiet im heutigen Südkasachstan).
Die ersten katholischen Gemeinden entstanden in der Mitte des 19. Jahrhunderts / Anfang 20. Jahrhundert. Ihre Entstehung wurde insbesondere durch eine Massenverbannung von polnischen Gefangenen nach Sibirien mitbegründet, die an den Aufständen 1830–1831 und 1863–1864 teilgenommen hatten und anschließend eine Umsiedlung nach Kasachstan erfuhren. 1848 wurde die Diözese Tiraspol gegründet mit Sitz in Saratow (Europäisches Russland). In sie wurden möglicherweise die katholischen Pfarreien im Nordwesten Kasachstans integriert. Folgende Absolventen des Saratower Priesterseminars waren im Gebiet des heutigen Kasachstan tätig: Joseph Wolf und Adam Garreis (in Kustanai und Umgebung), Karl (oder Eduard) Gopfauf (im Bezirk Turgay), später in den 1950er- / Anfang 1960er-Jahren Alexander Staub in Karaganda, wo er auch beigesetzt wurde.
1905 kam es zu einer entscheidenden Wende, die zu einem Aktivismus in den katholischen Pfarreien führte: Am 17. April 1905 hatte Zar Nikolaus II. ein Manifest zur Duldung herausgegeben, wonach die katholische Kirche in ihren Rechten teilweise der orthodoxen gleichgestellt wurde. Zudem benötigte sie für die Organisation der Pfarreien nicht mehr die Zustimmung der Hierarchen der orthodoxen Kirche. Somit blühten die katholischen Pfarreien Anfang des 20. Jahrhunderts auf. Der Bau katholischer Kirchen in Kasachstan begann. Die Kolonien der polnischen und deutschen katholischen Einwanderer in den Bezirken von Akmolinsk und Semipalatinsk wurden jetzt von den Priestern der Pfarrei Kustanai (heute Kostanai im Norden Kasachstans) betreut. In der Stadt Semipalatinsk und in Marienburg (Peremenovka) wurden Gebetshäuser eröffnet.
Zu den ersten Priestern, die in den verschiedenen Diözesen in Kasachstan, tätig waren, gehörten P. Kubilis (Semipalatinsk), M. Bugenis (Dekanat Omsk), I. Senvaitis (Petropavlovsk), A. Biljakevic (Peremenovka-Marienburg, Semipalatinsk), I. Jakschtas, P. Radzinski, I. Kozakevic, J. Wolf (Kustanai) A. Garreis (Kustanai), A. Rometzki, Gopfauf (Bezirk Turgay), Uklei (Pawlodar, Semipalatinsk), V. Tschaplinski (Peremenovka-Marienburg, Semipalatinsk) und andere.
Unter den katholischen Pfarreien gab es auch große Gemeinden. So bestand zum Beispiel die katholische Pfarrei in Petropavlovsk vor der Revolution 1917 aus 3000 Gläubigen. Zur Pfarrei der Siedlung Ozernoje (die Teil der Pfarrei Kustanai war) gehörten 3342 deutsche Katholiken, die aus der Diözese Tiraspol eingewandert waren, und etwa 300 bis 400 Polen. Der restliche Teil der Pfarrei Kustanai zählte rund 5000 Katholiken. Die Pfarrei der deutschen Kolonie Marienburg (Peremenovka) im Osten Kasachstans bestand aus etwa 4000 Mitgliedern.
Die Pfarrei Omsk zählte am 27. Juli 1886 2660 Gemeindemitglieder. Nach der Revolution wurden alle Pfarreien zerstört, der Klerus und die aktiv Gläubigen unterdrückt. Viele Polen kehrten wieder nach Polen und in die Ukraine zurück, so dass sich auch dadurch viele Pfarreien unweigerlich auflösten.

## Unter dem Sowjetregime

### Zwangsarbeitslager und Verbannung
Nach der Oktoberrevolution 1917 erlebte die katholische Kirche zusammen mit anderen Glaubensrichtungen in der Sowjetunion die schwersten Verfolgungen. Von 1921 bis 1935 wurde die katholische kirchlich-administrative Struktur so gut wie komplett zerstört, die Hierarchie sowohl des lateinischen als auch des byzantinischen Ritus ausgetilgt. Die Priester, die noch am Leben waren, wurden in Zwangsarbeitslager deportiert, die sich insbesondere auch in Kasachstan befanden (KARLag, Spassk (Sandlager) etc.). Viele Priester wurden nach Kasachstan verbannt.
Im Gebiet der künftigen Diözese Karaganda waren folgende Priester in Verbannung: Michael Keller (Köhler), Joseph Gotlibovic Kölsch, Joseph Johannovic Neigum, der griechisch-katholische Bischof Alexander Chira, Wladyslaw Bukowinski. Die griechisch-katholischen Priester waren: Aleksei Saritzki, Michail Ivanovic Suljatitzki, Nikolaj Wladimirovic Wonsul, Dmitri Iwanowic Kuzminski sowie Michael Bendas (Bengas), Radko, Mitsko und andere. Die Sowjetregierung machte Kasachstan zu einem Ort der Zwangsumsiedlung für verschiedene Volksgruppen. Unter ihnen waren auch Katholiken: Deutsche, Polen, Litauer und andere. Viele Priester blieben, obwohl überwiegend unfreiwillig nach Kasachstan gebracht, nach Ablauf ihrer Haftstrafe in Kasachstan, um diesen Katholiken zu helfen.

### Die Untergrundkirche
In Karaganda und an vielen anderen Orten übte der seliggesprochene Aleksej Saritski bis zu seinem Märtyrertod 1963 den Priesterdienst aus. Er war vom Metropoliten Joseph Slipyi zum apostolischen Visitator für die griechisch-katholischen Gläubigen in Kasachstan beauftragt worden und hatte seinen Sitz in Karaganda. Außer ihm waren folgende Priester in Karaganda im Untergrund tätig:
Alexander Staub (bis zu seinem Tod 1961), der griechisch-katholische Priester Dmitri Kusminski (bis zu seinem Tod 1964), der „Apostel Kasachstans“ Wladyslaw Bukowinski (bis zu seinem Tod 1974), dessen Seligsprechungsprozess 2006 in Krakau eröffnet wurde, Michael Stonets (Stones), Michael Bengas und andere. An anderen Orten Kasachstan übten Joseph Kuczynski, Bronislaw Dzhepetzky, Aloysius (Seraphim) Kaschuba und viele andere den Priesterdienst aus. Ihre Arbeit unterstützte im Untergrund die katholische Kirche in Kasachstan.
1975 ließ sich der litauische Jesuitenpater Albinas Dumbliauskas in Karaganda nieder, nachdem er bereits mehrere Jahre an verschiedenen Orten Kasachstans tätig gewesen war. Damit wurde Karaganda im gewissen Sinn zum Zentrum der katholischen Kirche in Kasachstan und Zentralasien. Er feierte mit den Gläubigen heimlich die heilige Messe, spendete die Sakramente, baute im Untergrund ein männliches Noviziat auf, dessen Zöglinge später in das Priesterseminar in Riga eintraten, brachte Ordensschwestern nach Karaganda, die aus Litauen und Georgien (Tiflis) kamen, und förderte geistliche Berufungen. 1978 baute er die erste katholische Kirche, St. Joseph, die offiziell vom sowjetischen Staat als Pfarrkirche anerkannt wurde. In dieser Zeit waren in Karaganda auch katholische Priester des byzantinischen Ritus tätig. Darunter Bischof Alexander Chira, ehemaliger Rektor des griechisch-katholischen Priesterseminars in Uschgorod. Außerdem die Priester Josef Schaban, Stefan Prischljak und andere, die ungeachtet der Verbote, ihren Pastoraldienst bei den Katholiken des byzantinischen und lateinischen Ritus ausübten. Gegen Ende der Sowjetära brachte Kasachstan aufgrund seiner regen und starken Untergrundkirche unter der Leitung der Priester bereits eigene Priester und Ordensschwestern hervor.

## Neuanfang in der postsowjetischen Ära
Nach dem Zusammenbruch der Sowjetunion begann der Heilige Stuhl Anfang der 90er Jahre, aktiv an der Errichtung und Erneuerung der kirchlichen Strukturen im postsowjetischen Gebiet zu arbeiten. Besonderes Augenmerk galt der administrativen Organisation. Zu diesem Zweck besuchte der Apostolische Delegat in Moskau und spätere Kardinal, Francesco Colasuonno, im Mai 1990 Kasachstan.

### Errichtung der ersten Administratur
Am 13. April 1991 errichtete Papst Johannes Paul II. in Karaganda die Apostolische Administratur Kasachstan.
Ihr Verwaltungsbezirk umfasste neben der Republik Kasachstan vorübergehend auch die Gemeinden in Zentralasien: Usbekistan, Tadschikistan, Kirgisistan und Turkmenistan. Am selben Tag wurde Jan Pawel Lenga zum Apostolischen Administrator der Administratur bestellt und gleichzeitig zum Titularbischof von Arba ernannt. Die Bischofsweihe spendete ihm am 26. Mai 1991 in Krasnoarmeisk (Kasachstan) der spätere Kardinal Francesco Colasuonno. Am 17. Oktober 1991 wurde ein Anerkennungsschreiben zur Aufnahme diplomatischer Beziehungen zwischen der Republik Kasachstan und dem Heiligen Stuhl ausgetauscht und am 1. November 1992 wurde ein amtliches Bulletin zur Apostolischen Administratur Kasachstan und Zentralasien veröffentlicht.
Im August 1995 begann die Herausgabe der Zeitschrift „Credo“ in Karaganda. Im September 1997 erhielt Usbekistan, Tadschikistan, Kirgisistan und Turkmenistan den Status der „Mission sui juris“. Am 7. Oktober 1997 wurde in Karaganda offiziell das Priesterseminar „Redemtoris Mater“ eröffnet, das am 16. Juli 1998 nach einer Umstrukturierung in „Maria Mutter der Kirche“ umbenannt wurde. Am 7. April 1998 wurde in Karaganda das erste Kloster der Unbeschuhten Karmelitinnen eröffnet und am 10. Mai 1998 kamen die Schwestern des von Mutter Teresa gegründeten Ordens „Missionarinnen der Nächstenliebe“, um sich um die Armen zu kümmern.

### Gründung des ersten Bistums Karaganda
Am 7. Juli 1999 wurde die Apostolische Administratur Kasachstan mit der päpstliche Bulle Ad aptius consulendum zur Diözese Karaganda erhoben, die sich über das Gebiet Zentral- und Ostkasachstans erstreckt. Zudem wurden drei neue Apostolische Administraturen gegründet: Astana, Atyrau und Almaty. Am selben Tag wurde Bischof Jan Pawel Lenga mit der Bulle Romani est Pontificis zum Bischof der Diözese Karaganda ernannt. Damit wurde er zum ersten römisch-katholischen Bischof in Kasachstan nach dem Sowjetregime. Seine Inthronisation fand am 10. Oktober 1999 in der Kirche St. Josef statt, die Albinas Dumbliauskas 1978 gebaut hatte und die nun zur Kathedrale von Karaganda wurde.
Vom 23. bis 25. Juni 2000 fand in Karaganda anlässlich der 2000-Jahr-Feier ein großes Jubiläum der katholischen Kirche in Kasachstan statt mit Pilgern aus ganz Kasachstan. Im September 2001 besuchte Papst Johannes Paul II. Kasachstan und bezeichnete Kasachstan in seiner Ansprache als ein „Land der Märtyrer und der Gläubigen, ein Land der Deportierten und Helden, ein Land der Denker und Künstler“.

### Gründung des Metropolitanbistums
Am 17. Mai 2003 wurde die Apostolische Administratur Astana zum Erzbistum der Allerheiligsten Jungfrau Maria zu Astana erhoben. Tomasz Peta, bislang Apostolischer Administrator der Administratur Astana, wurde zum ersten Erzbischof des Erzbistums ernannt. Der Bischof des Bistums Karaganda Jan Pawel Lenga wurde zum Erzbischof ad personam ernannt. Ebenfalls am 17. Mai 2003 wurde die Administratur Almaty zum Bistum Allerheiligste Dreifaltigkeit zu Almaty erhoben.
Somit bilden die Bistümer Karaganda und Almaty mit der Apostolischen Administratur Atyrau die Suffraganbistümer des Metropolitanbistums Astana. Am 29. Juni 2003 überreichte Papst Johannes Paul II. in Rom Tomasz Peta, nun Metropolit und Erzbischof, das Pallium. Am 8. April 2006 wurde Pater Athanasius Schneider (ORC) zum Titularbischof von Celerina und Weihbischof der Diözese Karaganda ernannt. Am 2. Juni 2006 spendete ihm Kardinal Angelo Sodano die Bischofsweihe.
Am 5. Februar 2011 ging das Bischofsamt in Karaganda an den Apostolischen Administrator von Atyrau, Bischof Janusz Kaleta über, der von Papst Benedikt XVI. zum neuen Bischof von Karaganda ernannt wurde. Am 3. April 2011 fand seine Amtseinführung statt.

### Die neue Kathedrale in Karaganda
Am 3. September 2004 wurde mit dem Bau der neuen, 42 Meter hohen Kathedrale Unserer lieben Frau von Fatima – Mutter aller Nationen begonnen. Anfang 2006 wurde der Rohbau des Gebäudes abgeschlossen. Am 24. August 2009 wurden die beiden Turmkuppeln mit den Kreuzen montiert. Der Bau wird durch Spenden finanziert und soll bis September 2012 abgeschlossen sein. Am 9. September 2012 findet die Einweihung der neuen Kathedrale in Karaganda statt. Kardinal Angelo Sodano, Dekan des Kollegiums der Kardinäle, wird in einem Hochamt die Einweihung vornehmen. 2009 wurde dem kasachischen Präsidenten Nursultan Nasarbajew ein Modell der Kathedrale überreicht, das seit Ende August 2009 in der Hauptstadt Astana ausgestellt ist.

## Griechisch-katholisches Apostolat
Die Organisationsstruktur des griechisch-katholischen Apostolats in Kasachstan und Zentralasien entwickelte sich ebenfalls von Karaganda aus. Mit dem Dekret 493 vom 8. November 2002 wurde Pater Wasili Gower, der der Pfarrei „Schirmherrin Mutter Gottes“ in Karaganda vorstand, vom Heiligen Stuhl zum Apostolischen Delegaten für alle Katholiken des östlichen Ritus in Kasachstan und Zentralasien ernannt. Am 18. September 2005 erhielt er den Titel eines Erzpriesters, der die Erlaubnis hat, die Mitra zu tragen.